# Міжріччя (Феодосійський район)
Міжрі́ччя (до 1945 року — Ай-Сєрє́з, крим. Ay Serez) — село в Україні, у складі Феодосійського району Автономної Республіки Крим.

## Археологічні розвідки
Біля сіл Міжріччя і Ворон виявлено залишки двох середньовічних поселень.

## Історія
Перша офіційна (в генуезьких джерелах) згадка про поселення відноситься до XIV століття. Краєзнавці ж упевнені, що Міжріччя набагато давніше, оскільки свого часу археологи в околицях виявили артефакти раннього візантійського періоду. Є дані, що наприкінці Середньовіччя поселення було християнським, пізніше християн змінили правовірні. Про це, зокрема, свідчить той факт, що на території Міжріччя відомі руїни двох старовинних мечетей. У документах Російської імперії село Ай-Серез значилось «казенним татарським» селом.
Сама назва Ай-Серез фахівцями з історичної топоніміки та лінгвістики трактується по-різному. Деякі з них пов'язують топонім із грецьким корінням, мовляв, це співзвучно зі «Святим Сергієм». Інші ж наполягають на тюркському походженні, і тоді воно означає «Місячне сяйво».
Станом на 1886 у селі Ай-Серез Таракташської волості Феодосійського повіту Таврійської губернії мешкало 655 осіб, налічувалось 182 дворових господарства, існували 2 мечеті.
За переписом 1897 року кількість мешканців зросла до 1464 осіб (786 чоловічої статі та 678 — жіночої), з яких , 1458 — магометанської.
Нині в селі Міжріччя з сімома вулицями й одним провулком проживає понад 500 осіб.

## Уродженці
- Мустафа Джемілєв (* 13 листопада 1943) — національний лідер киримли, політик, народний депутат України;
- Абдурахман Чубаров[5] — батько Рефата Чубарова, голови Меджлісу кримськотатарського народу.